# 野中一也
野中 一也（のなか かずや、1934年）は、日本の教育学者。京都教育センター代表。大阪電気通信大学名誉教授。元大阪私学教職員組合委員長。

## 略歴
1934年、北海道根室市生まれ。小樽商科大学商学部中退、東京大学教育学部卒業、京都大学大学院博士課程満期退学。その後、大阪電気通信大学講師、助教授、教授を経て、現職。

## 著書
- 『教育反動化と教育労働者』汐文社〈教育労働者シリーズ 1〉、1972年。
- 『ゆとりの時間をつくる ― 学校に自主性と自律性を』（野中一也 編）あゆみ出版、1983年。
- 『教育実践への招待 ― 若い教師たちのために』法律文化社、1984年。
- 日本近代教育史事典編集委員会 編「中等教育 編「学制以前」」『日本近代教育史事典』平凡社、1971年12月、96-97頁。
- 日本近代教育史事典編集委員会 編「産業教育 編「商業教育」、「船員教育」、」『日本近代教育史事典』平凡社、1971年12月、447-449頁。

など